# О’Коннелл, Фредди
Томас Фредерик О’Коннелл (англ. Thomas Frederick O'Connell; род. в 1976/1977, Нашвилл, Теннесси) — американский политик, являющийся 10-м мэром Метрополитенского правительства Нашвилла и округа Дейвидсон. С 2015 по 2023 год он был членом Метрополитенского совета Нашвилла, представляя 19-й округ.

## Ранние годы и карьера
О’Коннелл родился в Нашвилле, штат Теннесси, в семье Беатрис, учительницы на пенсии, и Тима, федерального служащего и частично занятого автора песен. В 1995 году окончил Академию Монтгомери Белл и в 2000 году получил две степени бакалавра в Университете Брауна, одну по музыке и другую по информатике. Имеет еврейские корни.
О’Коннелл начал свою карьеру в области программного обеспечения и технологий, работая в стартапах и публичных компаниях. Также являлся президентом Ассоциации соседей Сейлемтауна. С 2005 по 2010 год был со-ведущим политического ток-шоу на WRVU, студенческой радиостанции Университета Вандербильта.

## Политическая карьера
В 2002 году О’Коннелл баллотировался как независимый кандидат против будущего спикера Палаты представителей Теннесси Бет Харвелл.
О’Коннелл ранее был членом совета директоров и председателем совета директоров Метрополитенского транспортного управления Нашвилла. Хотя муниципальные выборы в Нашвилле официально являются беспартийными, О’Коннелл идентифицирует себя как демократ.
В 2015 году О’Коннелл баллотировался в Метрополитенский совет Нашвилла от 19-го округа, получив 54 процента голосов на выборах 6 августа. В 2019 году баллотировался на переизбрание без оппозиции.
В апреле 2022 года О’Коннелл объявил, что будет баллотироваться на пост мэра Нашвилла на выборах в 2023 году. В первом туре голосования О’Коннелл лидировал среди всех кандидатов с 27,2% голосов. Он победил Элис Ролли во втором туре 14 сентября 2023 года, набрав 64% голосов. Был приведён к присяге 25 сентября.

## Личная жизнь
О’Коннелл живёт в районе Сейлемтаун в Нашвилле со своей партнёршей, доктором Уитни Бун, врачом-неврологом в Детской больнице Монро Каррелла-младшего при Университете Вандербильта, и их двумя детьми. Он известен тем, что время от времени выступает диджеем на мероприятиях в районе Нашвилла.